# Takami Akai
Takami Akai (赤井 孝美?, Akai Takami; Yonago, 21 novembre 1961) è un illustratore, animatore e autore di videogiochi giapponese.

## Carriera
Akai frequentò l'Università di Osaka laureandosi in belle arti. Mentre studiava lì, frequentava Hiroyuki Yamaga e Hideaki Anno e sviluppò i personaggi per l'animazione di apertura Daicon III. Lo staff principale di Daicon III e Daicon IV fondò poi lo studio Gainax.
Si dimise dal consiglio di amministrazione della Gainax dopo un incidente in cui lui e un altro dipendente fecero dei commenti denigratori sulle critiche dei fan fatte sul forum 2channel. Da allora, dirige la sua compagnia NineLives.
Nella serie televisiva drammatica Aoi Honō, basata sul manga autobiografico del suo collega e compagno di università Kazuhiko Shimamoto, è interpretato dall'attore Tomoya Nakamura.
Sua moglie è Kimiko Higuchi.

## Opere
- Aikoku Sentai Dai-Nippon
- Akai Takami Works
- Seikai no senki (anime, character design)
- Seikai no monshō (anime, character design)
- Dennō Gakuen
- Magical Pop'n (artwork)[2]
- Kaettekita Ultraman (Daicon Film)
- Petite Princess Yucie (anime, storia originale, character design)
- Princess Maker (videogioco, regista character design)
- Le ali di Honneamise
- Sfondamento dei cieli Gurren Lagann